# Kings Row
Kings Row è una serie televisiva statunitense in 7 episodi trasmessi per la prima volta nel corso di una sola stagione dal 1955 al 1956.
È una serie del genere drammatico incentrata sulle vicende degli abitanti della piccola cittadina statunitense di Kings Row. È un adattamento televisivo del film Delitti senza castigo (Kings Row) ed una delle tre serie che furono trasmesse a rotazione all'interno del contenitore Warner Bros. Presents insieme a Casablanca e Cheyenne.

## Personaggi e interpreti
- Dottor Parris Mitchell, interpretato da Jack Kelly.
- Renee Gyllinson, interpretato da Natalie Wood.
- Gig Young, interpretato da sè stesso
- Randy Monaghan, interpretato da Nan Leslie.
- Drake McHugh, interpretato da Robert Horton.
- Dottor Tower, interpretato da Victor Jory.
- Dottor Gordon, interpretato da Robert Burton.
- Nonna, interpretato da Lillian Bronson.

## Produzione
La serie fu prodotta da Warner Bros. Television e girata negli studios della Warner Brothers a Burbank in California. Le musiche furono composte da David Buttolph. Tra i registi è accreditato Paul Stewart (3 episodi, 1955).

### Sceneggiatori
Tra gli sceneggiatori sono accreditati:
- Henry Bellamann in 7 episodi (1955-1956)
- Ellis St. Joseph in 3 episodi (1955-1956)

## Distribuzione
La serie fu trasmessa negli Stati Uniti dal 13 settembre, 1955 al 17 gennaio 1956 sulla rete televisiva ABC.

## Episodi
| Stagione       | Episodi | Prima TV USA |
| -------------- | ------- | ------------ |
| Prima stagione | 7       | 1955-1956    |